# Homecoming (Lost)
"Homecoming" é o décimo quinto episódio de Lost. É o décimo quinto episódio da primeria temporada da série. Foi dirigido por Kevin Hooks e escrito por Damon Lindelof. Foi ao ar originalmente em 9 de Fevereiro de 2005, pela ABC. O episódio foca o flashback em Charlie Pace.

## Sinopse
Claire é levada, inconsciente, para o acampamento. Quando acorda, ela está com amnésia, tendo perdido a memória de tudo o que havia acontecido após o acidente com o avião. Ethan ataca Charlie na mata e exige que eles devolvam-lhe Claire. Jack, Kate, Locke, Sayid e Sawyer arranjam uma emboscada para Ethan, usando Claire como isca. A emboscada dá certo e eles o prendem, mas Charlie aparece e o mata a tiros. Charlie relembra seu relacionamento amoroso com uma moça, que acabou desastrosamente por causa do seu envolvimento com drogas.